# Tjinimin
Dans la mythologie aborigène, Tjinimin est l'ancêtre des peuples aborigènes d'Australie. Il est associé à la chauve-souris et avec Kunmanggur, le serpent arc-en-ciel.